# Maria Morera
Maria Morera Colomer (Begur, 2003) es una actriz española, conocida por intepretar a Sara Amat en la película La vida sense la Sara Amat y en su serie derivada, Cucut. Asimismo, protagonizó la película Libertad, nominada a mejor película en la 36.ª edición de los Premios Goya. Estudió bachillerato artístico y fue alumna de estudio por el actor, escuela de Laura Jou.

## Filmografía

### Cine
| Año  | Título                     | Personaje | Annotaciones |
| ---- | -------------------------- | --------- | ------------ |
| 2019 | La vida sense la Sara Amat | Sara Amat |              |
| 2021 | Libertad                   | Nora      |              |
| 2022 | Son pardos                 |           | Cortometraje |
| 2022 | Flechas                    |           | Cortometraje |
| 2024 | El 47                      | Mar       |              |

### Televisión
| Año  | Título     | Personaje           | Notas             |
| ---- | ---------- | ------------------- | ----------------- |
| 2021 | Buga Buga  | Mire                | 1 episodio        |
| 2022 | Cucut      | Sara Amat           | Reparto principal |
| 2024 | Jo mai mai | Rita Plana Schepper | Reparto principal |
| 2025 | Legado     | Lara Seligman       | Reparto principal |